# Ehemaliger Steinbruch nordwestlich Sebbeterode
Ehemaliger Steinbruch nordwestlich Sebbeterode este o arie protejată (arie specială de conservare — SAC, sit de importanță comunitară — SCI) din Germania întinsă pe o suprafață de 0,56 ha, integral pe uscat.

## Localizare
Centrul sitului Ehemaliger Steinbruch nordwestlich Sebbeterode este situat la coordonatele 50°57′51″N 9°05′16″E / 50.9642°N 9.0878°E.

## Înființare
Situl Ehemaliger Steinbruch nordwestlich Sebbeterode a fost declarat sit de importanță comunitară în noiembrie 2004 pentru a proteja 1 specie de animale. Situl a fost protejat și ca arie specială de conservare în martie 2008.

## Biodiversitate
Situată în ecoregiunea continentală, aria protejată conține 1 habitat natural: Lacuri eutrofice naturale cu vegetație de tip Magnopotamion sau Hydrocharition.
La baza desemnării sitului se află o specie protejată de  amfibieni: triton cu creastă (Triturus cristatus).
Pe lângă speciile protejate, pe teritoriul sitului au mai fost identificate 4 specii de amfibieni, 3 specii de nevertebrate, 1 specie de reptile.